# Aero Tumi
Aero Tumi era una aerolínea del Perú, tenía como base el Aeropuerto Internacional Capitán FAP Carlos Martínez de Pinillos, en la ciudad de Trujillo. Inicia operaciones en julio de 1992 y cesa en abril de 1994.

## Destinos
- Lima
- Andahuaylas
- Trujillo
- Chiclayo
- Piura
- Talara
- Tarapoto

## Flota
- Antonov An 32
- Antonov An 26
- Antonov An 72
- Túpolev Tu 134